# David Martin (cuisinier)
 (février 2022).
Pour les articles homonymes, voir Martin et David Martin.
Ne doit pas être confondu avec David Martin (cuisinier en Belgique).
David Martin, né le 9 août 1961 à Strasbourg (Bas-Rhin), est un cuisinier et animateur TV français.
Il est le fils de Jacques Martin et de sa première épouse, Anne Lefèvre.

## Télévision
Il a présenté régulièrement les tirages du Loto de la Française des jeux sur France Télévisions. Il intervient également dans l'émission Télématin de France 2 en tant que chroniqueur.
En juin 2005, il participe à la représentation du  Fil à la patte parmi trente-six animateurs de France Télévision.
En juin 2006, il participe à l'opérette Trois jeunes filles nues parmi trente-six animateurs de France Télévisions.
Dans la deuxième saison de la série OVNI(s), il interprète brièvement le rôle de son père Jacques Martin.
David Martin a participé à au moins une publicité télévisuelle, pour des soupes.

## Théâtre
En 2019, il joue dans la pièce Ciel ma belle-mère ! d'après Georges Feydeau, mise en scène de Luq Hamet au Théâtre d'Edgar puis en tournée.
En 2024, il joue Le Plus Heureux des trois d'Eugène Labiche, mise en scène de Luq Hamett au Théâtre d'Edgar

## Radio
À la rentrée 2013, il tient brièvement une chronique humoristique dans l'émission Les Grosses Têtes sur RTL.

## Cuisine
David Martin a tenu un restaurant qui se trouvait avenue Jean-Baptiste-Clément à Boulogne-Billancourt et s'appelait L'Auberge David Martin[Quand ?].
Il a co exploité il y a quelques années un restaurant : Le Malraux situé à Siem Reap au pied des temples d'Angkor au Cambodge